# پانروتی
پانروتی (به انگلیسی: Panruti) یک منطقهٔ مسکونی در هند است که در بخش کدالور واقع شده‌است. پانروتی ۶۰٬۳۲۳ نفر جمعیت دارد و ۳۲ متر بالاتر از سطح دریا واقع شده‌است.